# Miloš Veselý (hudebník)
Miloš Veselý (20. května 1935 Praha – 18. března 2020 Praha) byl český hudebník a pedagog.

## Život
Vyrůstal na pražském Žižkově. V roce 1958 absolvoval na Pražské konzervatoři, od roku 1974 začal vyučovat na Lidové škole umění Praha 3 a současně se stal členem Symfonického orchestru Československého rozhlasu, kam přešel z Hudebního divadla Karlín. Předtím působil v divadlech Rokoko, Semafor a v jazzovém triu pianisty Karla Růžičky.

## Dílo
Na základech lektorského působení i díky učebnicím Miloše Veselého se ve hře na bicí nástroje zdokonalilo mnoho později úspěšných bubeníků, od roku 1985 byl profesorem Pražské konzervatoře. Mezi jeho žáky byli například Pavel Razím, vedoucí oddělení bicích nástrojů Pražské konzervatoře (Yo Yo Band, Michal Prokop), David Koller, Jiří Zelenka, Michal Hejna (Jiří Stivín, Luboš Andršt, Framus Five Michala Prokopa), Štěpán Smetáček, Roman Lomtadze (Čechomor, Arakain, Gaia Mesiah), Lukáš Doksanský a další.
Díky moderním metodám a osobnímu přístupu se Milošovi Veselému říká „táta českých bubeníků“.

### Knižní vydání
Miloš Veselý vydal několik učebnic:
- Základy hry na bicí nástroje
- Škola hry na bicí nástroje
- Koordinace hry na bicí nástroje a podklady
- Bicí nástroje v orchestru
- Tympány - škola hry
- Pararytmy & Music Gag
- Akcenty pro soupravu bicích nástrojů
- Etudy pro soupravu bicích nástrojů